# Dagmar Damková
Dagmar Damková (Plzeň, 29 de dezembro de 1974) é uma árbitra de futebol checa.

## Carreira
Damková foi a primeira mulher checa a apitar competições de futebol masculino em seu país.[carece de fontes?]

### Jogos Olímpicos
Atenas 2004
| Data         | Local                          | Fase    | Equipe 1       | Placar | Equipe 2  | Penalizado com cartão amarelo | Penalizado · Penalizado · Expulso | Expulso |
| ------------ | ------------------------------ | ------- | -------------- | ------ | --------- | ----------------------------- | --------------------------------- | ------- |
| 11 de agosto | Estádio Kaftanzoglio, Salónica | Grupo G | Brasil         | 1–0    | Austrália | 2                             | —                                 | —       |
| 14 de agosto | Estádio Kaftanzoglio, Salónica | Grupo G | Estados Unidos | 2–0    | Brasil    | 3                             | —                                 | —       |
| 20 de agosto | Estádio Panthessaliko, Vólos   | Quartas | Suécia         | 2–1    | Austrália | —                             | —                                 | —       |

Pequim 2008
| Data         | Local                                       | Fase    | Equipe 1       | Placar    | Equipe 2       | Penalizado com cartão amarelo | Penalizado · Penalizado · Expulso | Expulso |
| ------------ | ------------------------------------------- | ------- | -------------- | --------- | -------------- | ----------------------------- | --------------------------------- | ------- |
| 9 de agosto  | Estádio Centro Olímpico de Tianjin, Tianjin | Grupo E | Canadá         | 1–1       | China          | 2                             | —                                 | —       |
| 12 de agosto | Estádio Olímpico de Shenyang, Shenyang      | Grupo G | Estados Unidos | 4–0       | Nova Zelândia  | 2                             | —                                 | —       |
| 15 de agosto | Estádio de Shanghai, Xangai                 | Quartas | Suécia         | 0–2 (pro) | Alemanha       | 3                             | —                                 | —       |
| 21 de agosto | Estádio dos Trabalhadores, Pequim           | Final   | Brasil         | 0–1 (pro) | Estados Unidos | 4                             | —                                 | —       |

### Copa do Mundo de Futebol Feminino
Copa do Mundo de Futebol Feminino de 2007
| Data           | Local                                     | Fase       | Equipe 1  | Placar               | Equipe 2      | Penalizado com cartão amarelo | Penalizado · Penalizado · Expulso | Expulso |
| -------------- | ----------------------------------------- | ---------- | --------- | -------------------- | ------------- | ----------------------------- | --------------------------------- | ------- |
| 14 de setembro | Shanghai Hongkou Football Stadium, Xangai | Grupo A    | Argentina | 0–1[ligação inativa] | Japão         | 1                             | —                                 | —       |
| 20 de setembro | Tianjin Olympics Center Stadium, Tianjin  | Grupo D    | China     | 2–0[ligação inativa] | Nova Zelândia | 3                             | —                                 | —       |
| 26 de setembro | Tianjin Olympics Center Stadium, Tianjin  | Semifinais | Alemanha  | 3–0[ligação inativa] | Noruega       | 1                             | —                                 | —       |

### Copa do Mundo de Futebol Feminino Sub-20
Copa do Mundo de Futebol Feminino Sub-19 de 2002 (depois transformado em Sub-20)
| Data         | Local                               | Fase    | Equipe 1     | Placar | Equipe 2  | Penalizado com cartão amarelo | Penalizado · Penalizado · Expulso | Expulso |
| ------------ | ----------------------------------- | ------- | ------------ | ------ | --------- | ----------------------------- | --------------------------------- | ------- |
| 17 de agosto | Centennial Olympic Stadium, Atlanta | Grupo C | Taipé Chinês | 1–5    | Austrália | 2                             | 1                                 | —       |

Copa do Mundo de Futebol Feminino Sub-20 de 2010‎‎
| Data        | Local                          | Fase    | Equipe 1       | Placar | Equipe 2      | Penalizado com cartão amarelo | Penalizado · Penalizado · Expulso | Expulso |
| ----------- | ------------------------------ | ------- | -------------- | ------ | ------------- | ----------------------------- | --------------------------------- | ------- |
| 16 de julho | Ruhrstadion, Bochum            | Grupo A | Costa Rica     | 0–2    | França        | 1                             | —                                 | —       |
| 20 de julho | Rudolf-Harbig-Stadion, Dresden | Grupo B | Nova Zelândia  | 1–4    | Brasil        | 1                             | —                                 | —       |
| 14 de julho | Rudolf-Harbig-Stadion, Dresden | Grupo D | Estados Unidos | 1–1    | Gana          | 1                             | —                                 | —       |
| 25 de julho | Rudolf-Harbig-Stadion, Dresden | Quartas | México         | 1–3    | Coreia do Sul | —                             | —                                 | —       |

### Campeonato Europeu de Futebol Feminino
Campeonato Europeu de Futebol Feminino de 2005
| Data        | Local                      | Fase       | Equipe 1 | Placar               | Equipe 2  |
| ----------- | -------------------------- | ---------- | -------- | -------------------- | --------- |
| 8 de junho  | Bloomfield Road, Blackpool | Grupo A    | Suécia   | 0–0[ligação inativa] | Finlândia |
| 11 de junho | Deepdale, Preston          | Grupo B    | Noruega  | 5–3[ligação inativa] | Itália    |
| 15 de junho | Deepdale, Preston          | Semifinais | Alemanha | 4–1[ligação inativa] | Finlândia |

Campeonato Europeu de Futebol Feminino de 2009
| Data           | Local                                      | Fase    | Equipe 1   | Placar | Equipe 2  |
| -------------- | ------------------------------------------ | ------- | ---------- | ------ | --------- |
| 23 de agosto   | Estádio Olímpico de Helsinque, Helsínquia  | Grupo A | Finlândia  | 1–0    | Dinamarca |
| 28 de agosto   | Estádio Finnair, Helsínquia                | Grupo C | Inglaterra | 3–2    | Rússia    |
| 10 de setembro | Estádio Olímpico de Helsínquia, Helsínquia | Final   | Inglaterra | 2–6    | Alemanha  |